# Blender Game Engine
Pour les articles homonymes, voir BGE.

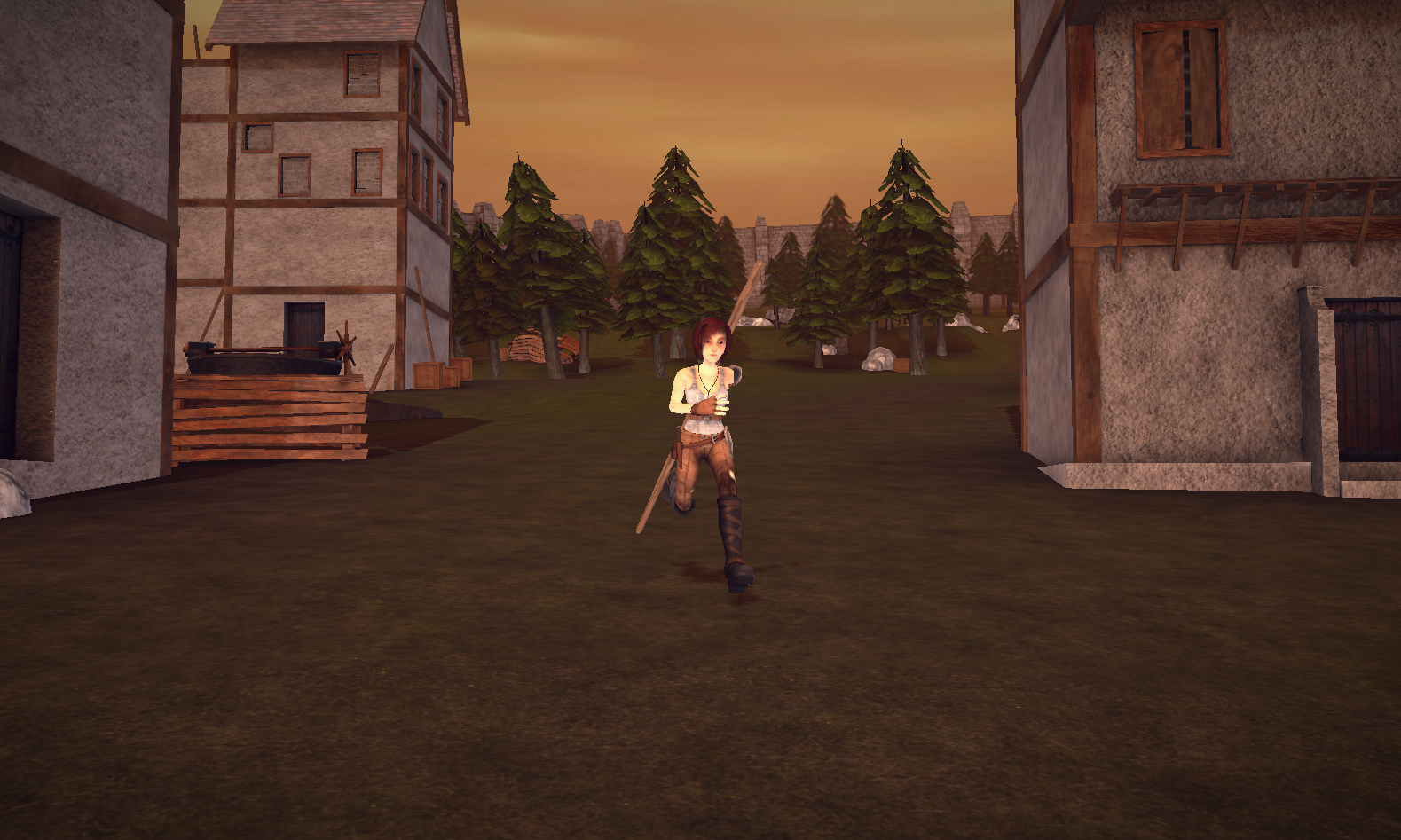
Sintel The Game de la fondation Blender

Le Blender Game Engine (BGE) est le moteur de jeu qui était intégré dans Blender : il gère l'affichage en temps-réel de scènes 3D interactives. Ce n'est pas seulement un moteur 3D car il possède un certain nombre d'outils et de fonctions destinés à la création de jeux vidéo.  

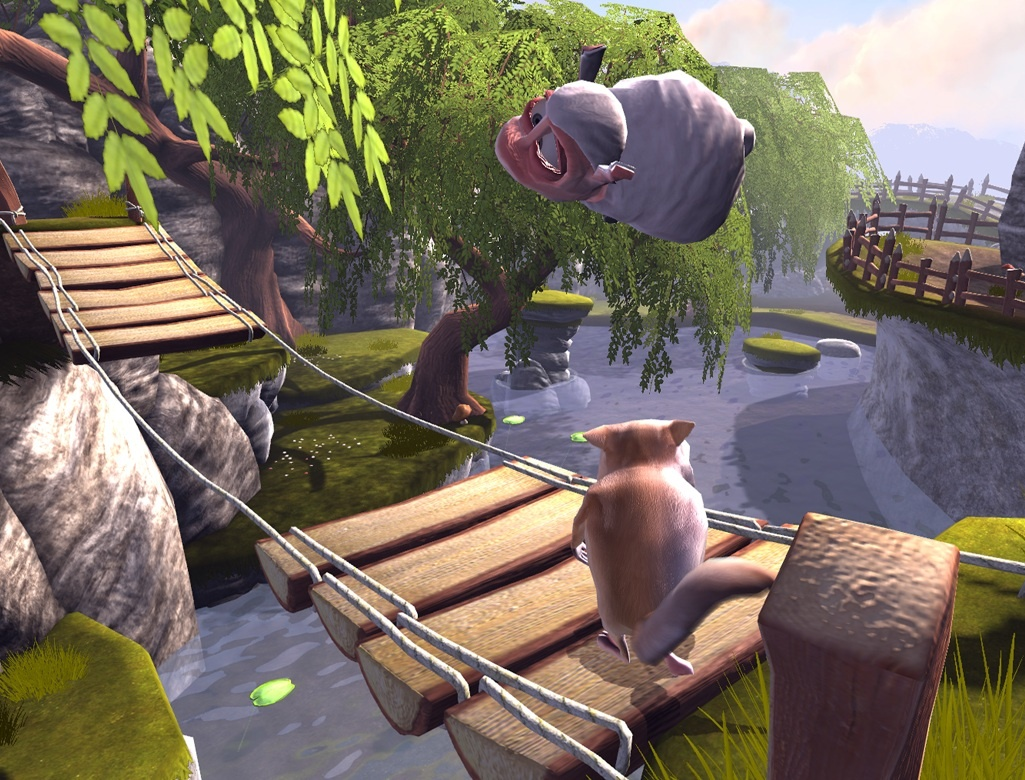
Yo Frankie! de la fondation Blender

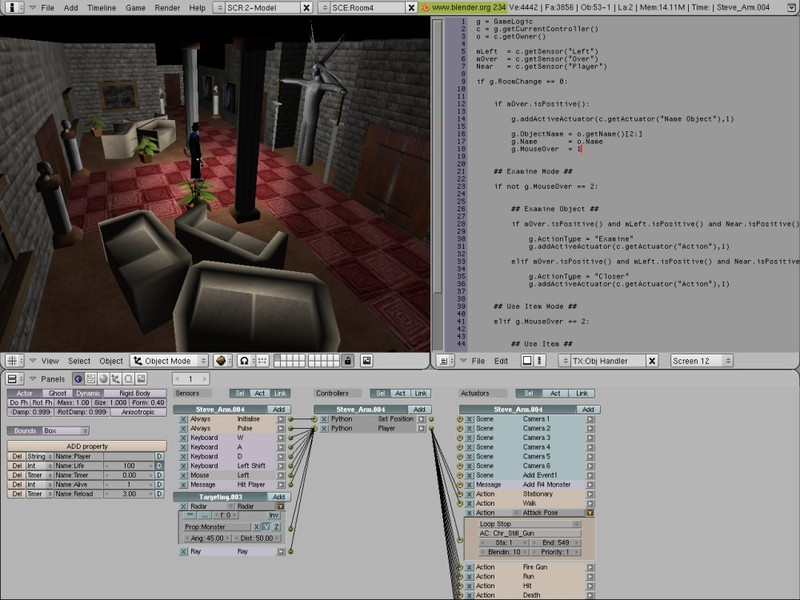

Il est gratuit et open source, et doté d'une communauté active (centrée autour de la fondation Blender).  
Toute la logique du jeu peut ainsi être «programmée» graphiquement grâce à un système de briques graphiques. Il est également possible d'étendre les fonctions du BGE grâce à des scripts python. Doté du moteur de simulation physique Bullet, le BGE gère les collisions entre objets, la pesanteur et autres accélérations.
Le BGE n'est pas exclusivement réservé au monde du jeu vidéo : il permet d'effectuer des démonstrations techniques, des applications en temps-réel comme les simulations, des dessins interactifs, des applications de réalité virtuelle, de robotique, etc.
Les jeux Yo Frankie! et Sintel the Game sont les vitrines de la Fondation Blender concernant les capacités de ce moteur de jeu.
Le 16 avril 2018, le code du Blender Game Engine est supprimé du code de Blender. Selon Ton Roosendaal, le principal problème du Blender Game Engine était qu'il ne partageait pas assez de code avec le cœur de Blender. Les choix de conception du game engine remontant au début des années 2000 n'étaient pas les bons et les nouvelles fonctionnalités apportées à Blender ne peuvent pas directement profiter au Game Engine. Le but à moyen ou long terme est donc de recréer un moteur de jeu réutilisant plus largement le code de blender et notamment de EEvEE (Le moteur temps réel de Blender développé pour la version 2.8).

À la suite de son retrait de la version officielle de Blender, un fork non officiel du code source du moteur de jeu a été créé, nommé UPBGE. Cela a été fait dans le but de maintenir et de moderniser le moteur. Depuis, UPBGE a été mis à jour avec le support du nouveau moteur de rendu en temps réel de Blender, Eevee, et fonctionne sur le code source de Blender 3.0.

## Jeux utilisant le moteur
- Yo Frankie!
- Sintel The Game

## Caractéristiques Techniques
- Multiplateformes, fonctionne sous Windows, MacOS et Linux. Un plugin web, burster, permet d'exporter les jeux dans des pages web.
- Affichage GLSL (OpenGL 4 avec Vertex et Pixel shaders)
- Programmation logique du jeu grâce à un système de briques graphiques: 14 types de sensors (capteurs), 8 types de controllers et 16 types d'actuators (actionneurs).
- Langage de script: Python
- Moteur physique intégré : Bullet
- Sons 3D
- Intelligence artificielle: doté de son propre système de recherche du plus court chemin (pathfinding) au travers d'un mesh de navigation
- Peut gérer des scènes très importantes grâce à une gestion intégrée du Level of Detail (Lod), d'occlusion culling, d'occulders, etc.